# Geórgios Katroúgalos
 (avril 2017).
Si vous disposez d'ouvrages ou d'articles de référence ou si vous connaissez des sites web de qualité traitant du thème abordé ici, merci de compléter l'article en donnant les références utiles à sa vérifiabilité et en les liant à la section « Notes et références ».
Geórgios Katroúgalos (grec moderne : Γεώργιος Κατρούγκαλος), né le 27 mars 1963 à Athènes, est un juriste et homme politique grec, ancien ministre des affaires étrangères de Grèce, actuellement (depuis le 5 avril 2024) Expert Indépendant des Nations Unies sur la promotion d'un ordre international plus démocratique et équitable. Professeur de droit public à l’université Démocrite de Thrace et Vice Président de l’Association Internationale du Droit Constitutionnel (AIDC), il est élu député européen en mai 2014, mandat qu'il exerce jusqu'en janvier 2015.
Après la victoire de SYRIZA aux élections législatives de janvier 2015, il devient ministre adjoint de l’Intérieur et des Réformes administratives du 27 janvier 2015 au 17 juillet 2015, puis ministre du Travail, de la Sécurité sociale et de la Solidarité sociale du 18 juillet 2015 au 28 août 2015 dans le gouvernement Tsípras I.
Il occupe à nouveau ce poste dans le gouvernement Tsípras II, avant de devenir, en novembre 2016, ministre adjoint des Affaires étrangères. Entre le 15 février et le 9 juillet 2019, il est ministre des Affaires étrangères.

## Biographie

### Éducation
Georgios Katrougalos étudie le droit de 1980 à 1985 à l’université nationale et capodistrienne d'Athènes, puis il obtient un doctorat en droit public à l'université Paris I Panthéon-Sorbonne en 1990 avec la mention très honorable. Le titre de sa thèse est « La crise de légitimité de l’administration : le cas de la Grèce ».
Il est membre du Barreau d’Athènes depuis 1987.

### Carrière professionnelle
En 1994 et ensuite de 1997 à 2002 Georgios Katrougalos est conseiller juridique au ministère de l’Éducation nationale. Entre-temps, il est chercheur dans plusieurs instituts scientifiques grecs et européens et professeur invité à l’université de Roskilde au Danemark et à l'université nationale et capodistrienne d'Athènes (faculté de droit). Depuis 1997, il est membre du Centre de droit constitutionnel européen de l'université d'Athènes. De 1998 à 2011, il est accrédité en tant que médiateur et arbitre auprès de l'Organisation grecque de médiation et d’arbitrage. De 2000 à 2003, il représente la Grèce en tant que conseiller juridique à la Mission permanente de la Grèce auprès des Nations unies (au sein de la 3e commission sur les droits de l'homme de l'Assemblée générale des Nations unies).
En 2002 il est nommé professeur de droit public à université Démocrite de Thrace, où il est aussi président du département de science politique et d’administration sociale. En 2003 il est membre du conseil d’administration du Centre européen pour le développement de la formation professionnelle (CEDEFOP) et président de « Formation professionnelle S.A. » (Επαγγελματική Κατάρτιση Α.Ε.), un organisme du Ministère grec du travail visant à promouvoir les politiques de formation. De 2003 à 2004 il est membre du comité d’experts au sein du ministère des Affaires étrangères travaillant sur la rédaction de la Constitution européenne. Katrougalos travaille aussi en tant que conseiller pour la réforme juridique ou institutionnelle en Ouzbékistan, Albanie, Macédoine du Nord, Syrie et Arménie. Il a enseigné ou donné des conférences en tant qu'invité
conférencier, entre autres, NYU, Columbia University, Humboldt University, Roskilde University, LSE,
Oxford (St Antony's College), faculté de droit de New Delhi.

### Carrière politique
Lors des élections européennes de 2014 il est élu au Parlement européen avec le parti de SYRIZA. Au parlement européen il siège au sein de la GUE/NGL et est membre de la Commission des transports et du tourisme, de la Commission des affaires constitutionnelles et de la Délégation à la commission parlementaire de stabilisation et d'association UE-Albanie.
Après la victoire de SYRIZA aux élections législatives de janvier 2015, il quitte le Parlement européen le 26 janvier 2015 pour devenir ministre adjoint de l’Intérieur et des Réformes administratives du 27 janvier 2015 au 17 juillet 2015, puis ministre du Travail, de la Sécurité sociale et de la Solidarité sociale du 18 juillet 2015 au 28 août 2015 dans le gouvernement Tsípras I. Il occupe à nouveau ce poste dans le gouvernement Tsípras II, avant de devenir, en novembre 2016, ministre adjoint des Affaires étrangères. Du 15 février au 9 juillet 2019, il est ministre des Affaires étrangères.
Élu député de Messénie pour SYRIZA lors des élections de septembre 2015, il est réélu à Athènes-Nord B1 (en) en juillet 2019.
Il est, depuis octobre 2019, vice-président du Groupe pour la gauche unitaire européenne à l'Assemblée parlementaire du Conseil de l'Europe (APCE) et depuis 2021 président de la sous-commission sur le Proche-Orient et le monde arabe de l'APCE. En novembre il est élu président du groupe GUE à l’unanimité .

### Vie privée
Il est marié à Iris Adamopoulou, avec qui il a deux filles, Chloé et Avgi.

### Publications scientifiques (sélection)
- Ανισότητες και Δίκαιο, Alexandria, Athènes, 2014.
- The (Dim) Perspectives of the European Social Citizenship. Jean Monnet Working Paper Nr. 05/07, NYU School of Law, New York 2007.
- Southern European welfare states. Problems, challenges and prospects. (with G. Lazaridis.) Palgrave Macmillan, 2003.
- The South European Welfare Model. The Greek Welfare State, in Search of an Identity. In: Journal of European Social Policy February, Band 6, Nr. 1, 1996, S. 39-60.

### Sources
- (en) « George Katrougalos, Centre for European Constitutional Law » (version du 14 juillet 2014 sur Internet Archive)
- « George Katrougalos », Université Démocrite de Thrace (consulté le 23 janvier 2015)
- Catherine Chatignoux, « Georgios Katrougalos : « Nous remonterons le SMIC à son niveau d'avant-crise » », Les Échos,‎ 17 décembre 2014 (lire en ligne, consulté le 23 janvier 2014)